# Sauðárkrókur
Sauðárkrókur és una ciutat de la badia de Skagafjörður al nord d'Islàndia i una part del municipi de Skagafjörður.
Sauðárkrókur és la ciutat més gran al nord-oest d'Islàndia i la segona ciutat més gran a la costa nord d'Islàndia. És el centre del comerç i dels serveis al districte, i una baula important en la producció d'aliments d'Islàndia. La població de Sauðárkrókur ha crescut de manera constant en els últims anys, i la seva economia és relativament diversa.